# Panos H. Koutras
Panos H. Koutras (en griego: Πάνος Κούτρας; nacido en Atenas) es un director de cine y guionista griego. Debutó en 1999 con El ataque de la musaca gigante, un largometraje paródico de ciencia ficción. Ha dirigido otras tres películas: Alithini zoi (2004), Strella (2009) y Xenia (2014).
Estudió producción de cine en la Escuela de Cine de Londres. También estudió en la Sorbona en París. Durante esta etapa, presentó varios cortometrajes a distintos festivales de cine.
Fue seleccionado para formar parte del jurado de la sección Un certain regard del Festival de Cannes 2015.
En una entrevista en el periódico francés Libération, mencionó que es activista LGBT y de izquierdas. Añadió que sus obras están modeladas por escritores como Proust y Wilde y por cineastas como Fassbinder y Visconti, incidiendo en que las obras de ellos debían ser analizadas en su dimensión homosexual. En la misma entrevista, destacó el racismo y la hipocresía que consideraba predominantes en la sociedad griega.

## Filmografía

### Guionista/director
- El ataque de la musaca gigante (1999)
- Alithini zoi (2004)
- Strella (2009)
- Xenia (2014)